# Земо-Хечили
Земо-Хечили (груз. ზემო ხეჩილი) — село в Грузии, в муниципалитете Лагодехи края Кахетия. 

## География
Село расположено в восточной части края, в 23 километрах по прямой к юго-западу от центра муниципалитета Лагодехи. Высота центра — 420 метров над уровнем моря.

## Население
По данным переписи населения 2014 года, в селе проживало 47 человек.
| Год  | Население | Мужчины | Женщины |
| ---- | --------- | ------- | ------- |
| 2002 | 90        | 48      | 42      |
| 2014 | 47        | 22      | 25      |